# W. Edwards Deming
William Edwards Deming (14. října 1900 – 20. prosince 1993) byl americký statistik, který proslul svou průkopnickou prací o aplikaci statistických metod pro řízení jakosti v Japonsku, kde od roku 1950 učil vrcholový management, jak zlepšit design a kvalitu výrobků, jejich testování i prodej. Je mu připisován i podíl zlepšení výroby ve Spojených státech během studené války.
Dle Deminga byla nazvána jedna z celosvětově nejuznávanějších cen udělovaných za jakost, takzvaná Demingova cena. V roce 1991 se stal členem Automotive Hall of Fame (automobilová síň slávy), což je organizace založená pro ocenění výrazných osobnosti vývoje automobilismu.

## 7 smrtelných chorob firem
Deming definoval 7 smrtelných chorob firem:
1. Nedostatek vytrvalosti
2. Důraz na krátkodobé zisky
3. Hodnocení na základě výkonu, zásluh a každoroční hodnocení výkonu
4. Vrtkavost managementu
5. Řízení firmy jen na základě viditelných čísel
6. Nadměrné náklady na zdravotní péči
7. Nadměrné náklady na záruční opravy